# خط الطول المار عبر باريس

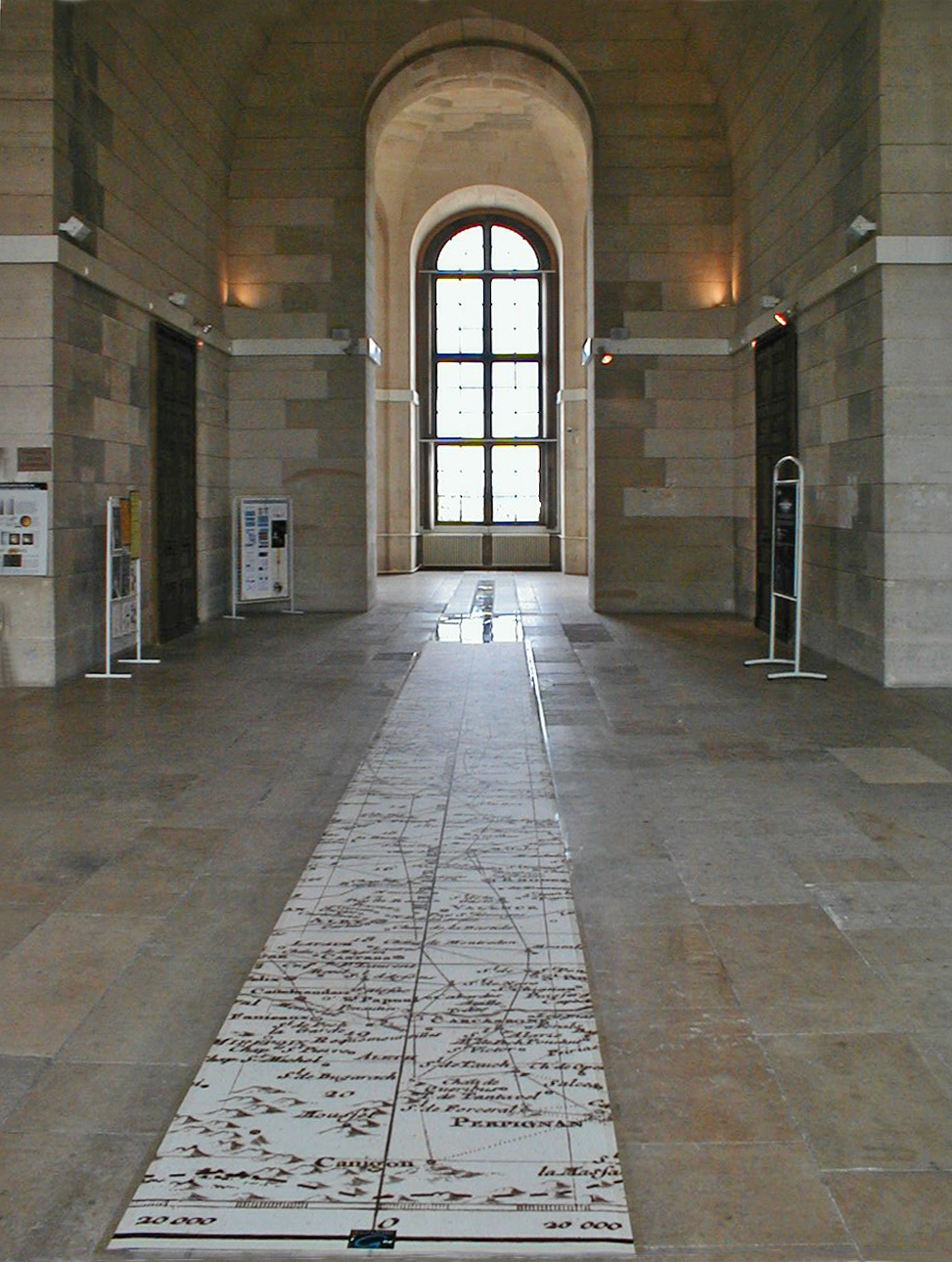
قاعة خط الطول (أو قاعة كاسيني) في مرصد باريس, 61 شارع المرصد (الدائرة الرابعة عشرة في باريس). رُسم خط الطول المار عبر مدينة باريس على الأرض.

خط الطول المار عبر باريس هو خط طول يمر بالتحديد بمرصد باريس في مدينة باريس. حاليا، تساوي درجته 2°20′14.02500″ شرقا. كان منافسا قويا ولمدة طويلة لخط الطول الأول (غرينتش).
كان خط الطول الفرنسي مهما أهمية قصوى في انشاء خريطة فرنسا، حيث ابتدأت من عملية تثليث فرنسا.

## التاريخ

### انشاء خريطة فرنسا وشكل الأرض
في عام 1666، أمر ملك فرنسا لويس الرابع عشر ببناء مرصد باريس.
ترأست أربع أجيال من عائلة كاسيني مرصد باريس. أداروا مختلف القياسات التي أقيمت على التراب الفرنسي لمدة تمتمد إلى مائة سنة تقريبا.
بين عامي 1792 و1798، قام العالمان الفرنسيان بيير ميشان وجان باتيست جوزيف ديلامبر، بقياسات على قوس خط الطول المار عبر باريس، المنطلق من مدينة دونكيرك الفرنسية والواصل إلى مدينة برشلونة الاسبانية (انظر إلى قوس خط الطول لديلامبر وميشان).
استوفيا من خلال هذا القياس، المسافة الفاصلة بين القطب الشمالي وخط الاستواء مستنتجين قيمتها المساوية ل 5,130,740 تويزا. في هذا السياق حُدد قياس المتر اعتبارا كونه مساويا لعشر الواحد من الميون من المسافة الفاصلة بين القطب الشمالي وخط الاستواء.
انظر إلى عالم الفلك فرانسوا أراغو.
خلال النصف الثاني من القرن التاسع عشر، قام العالم كارلوس ايبانيز دي ايبيرو بقياسات على التراب الإسباني.
في سنة 1883، اختارت الجمعية العامة الدولية لدراسة سطح الأرض خط الطول المار عبر غرينويتش، مرجعا لخطوط الطول،
رجاءا أن تلتحق بريطانيا باتفاقية المتر.

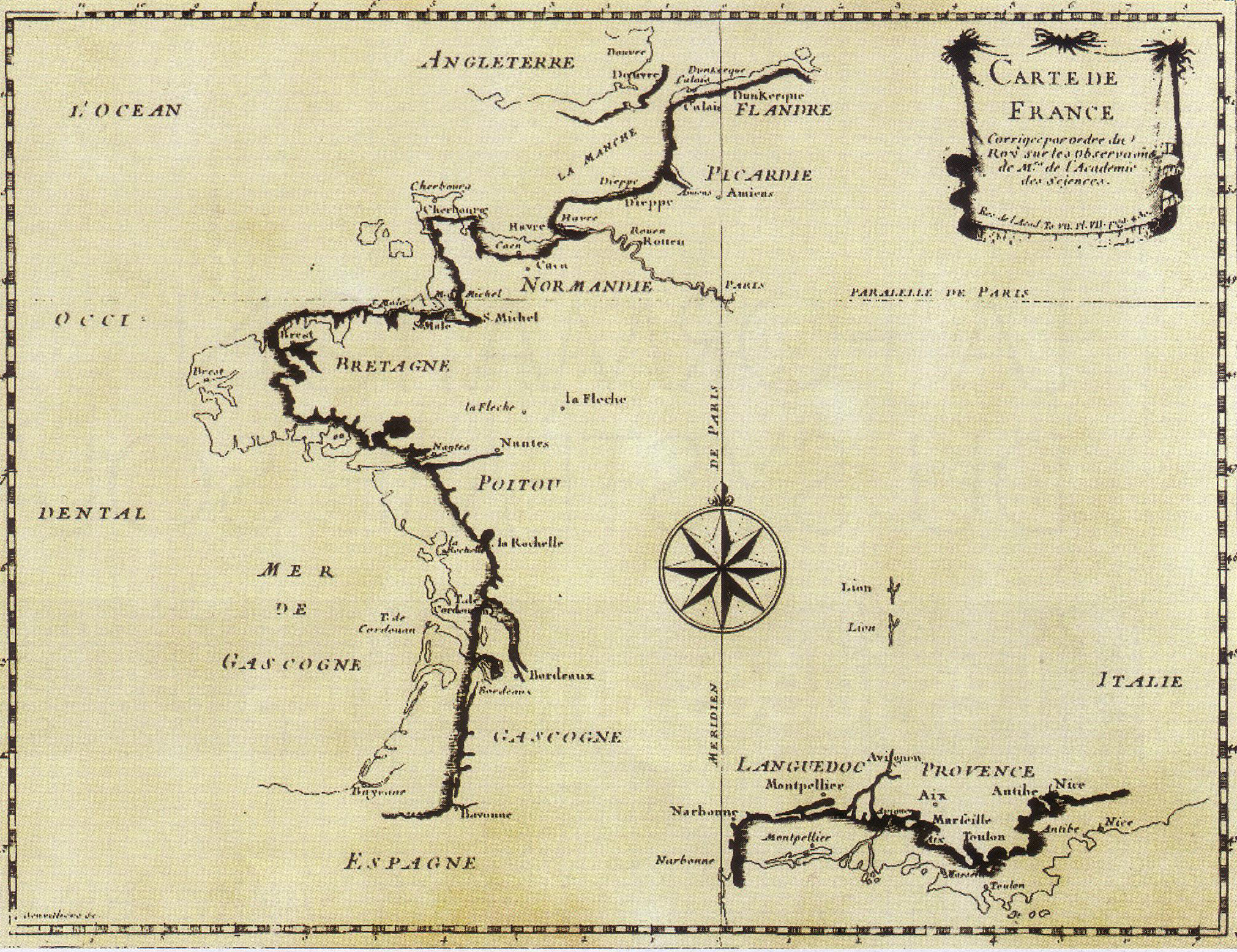
خريطة شواطئ فرنسا، بعدما أن صححتها الأكاديمية الفرنسية للعلوم في عام 1682

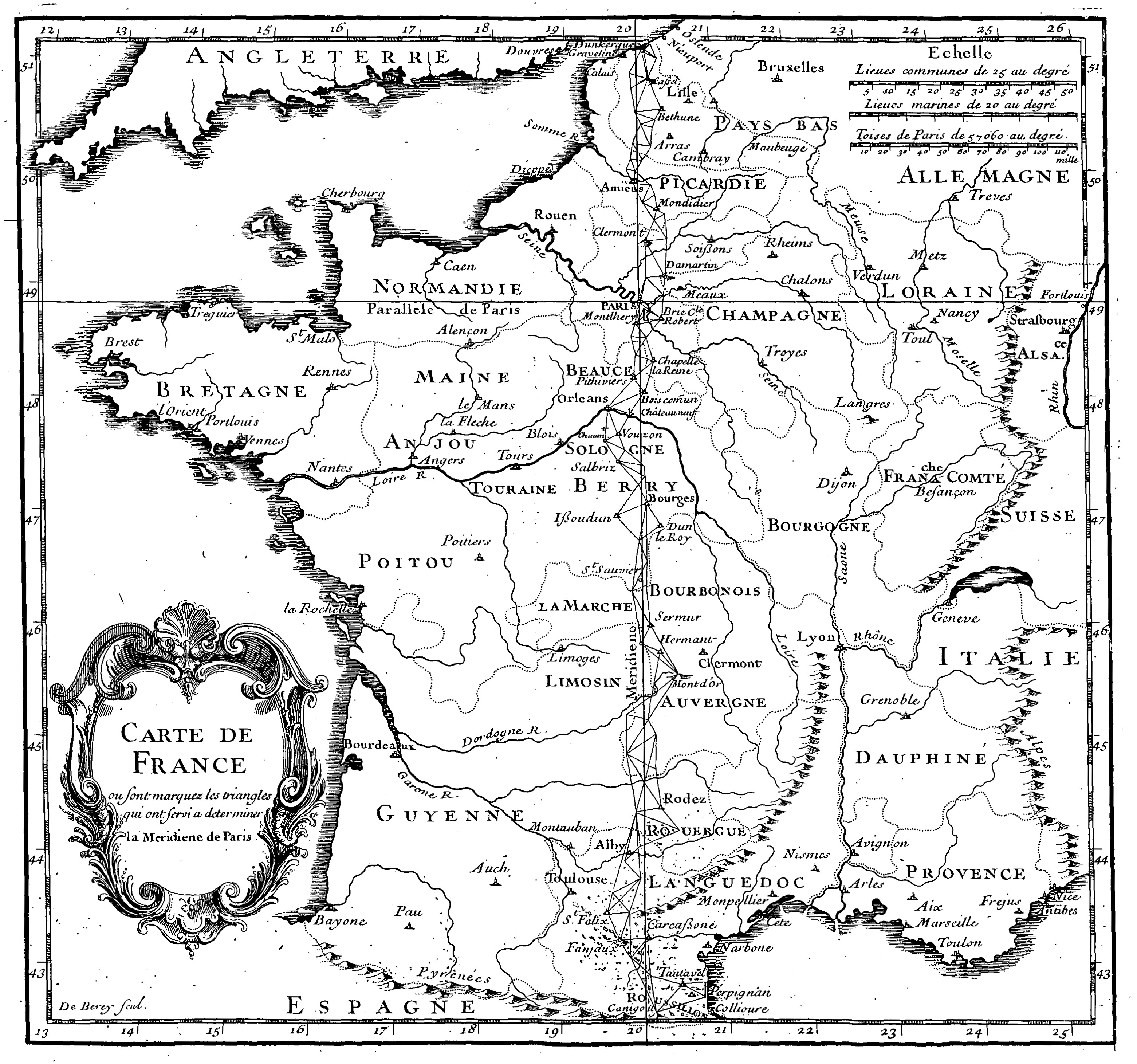
خريطة فرنسا في عام 1720

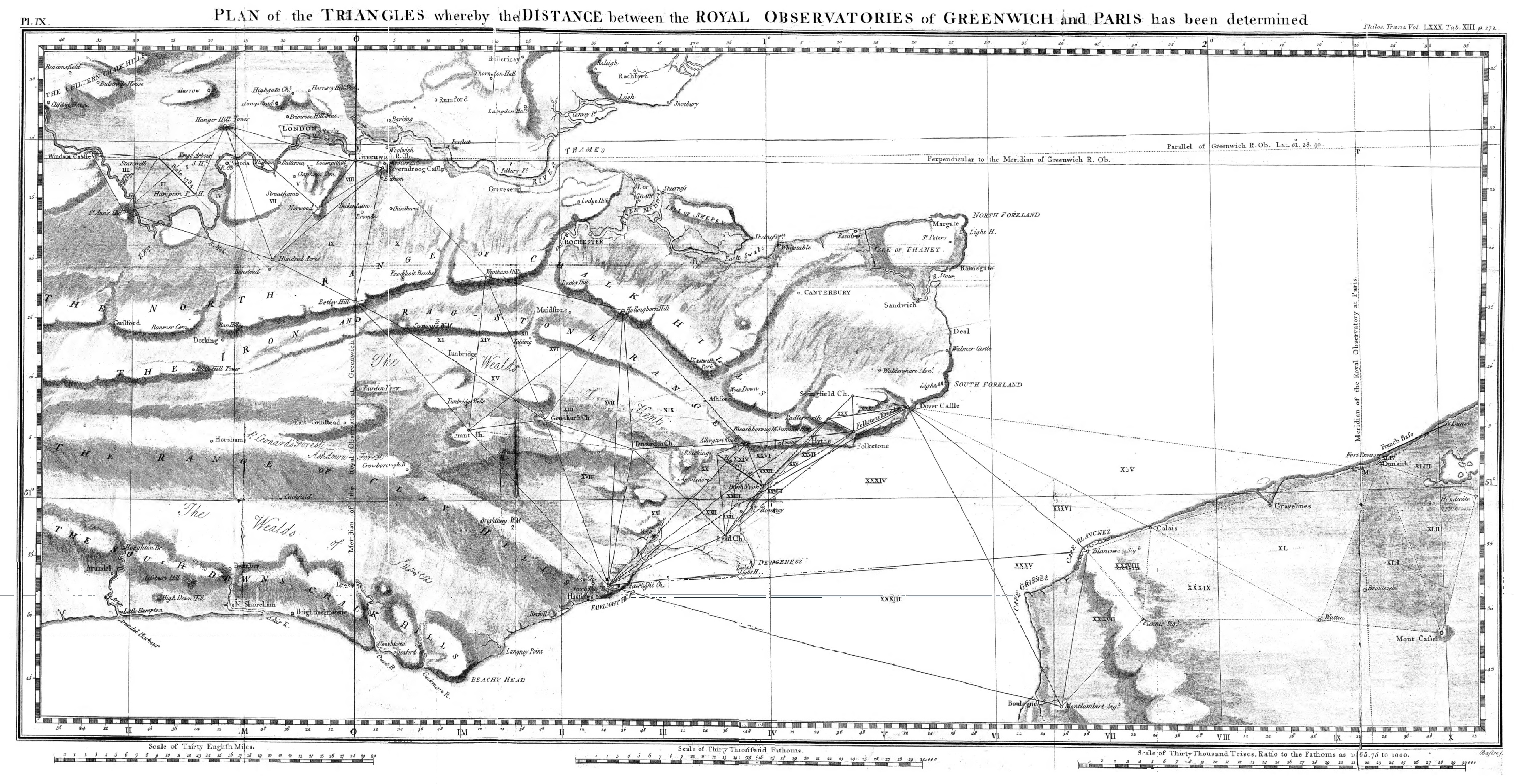
المسح الإنجليزي الفرنسي 1784–1790